# Vargarna Speedway
Vargarna Norrköping – szwedzki klub żużlowy z Norrköping.

## Skład na sezon 2007
- Billy Forsberg
- Stefan Ekberg
- Robert Johansson
- Emil Lindqvist
- Viktor Bergstroem
- Joe Screen
- Andreas Bergstroem
- Jason Doolan
- Craig Watson
- Kenny Olsson † zm. 8 czerwca 2007 r. (Norrköping)
- Leigh Lahnam
- Adrian Rymel
- Mirosław Jabłoński

## Skład na sezon 2010
- Joonas Andersson
- Viktor Bergstroem
- Kevin Doolan
- Michael Jepsen Jensen
- Krzysztof Kasprzak
- Daniel King
- Adrian Miedziński
- Scott Nicholls
- Kim Nilsson
- Adam Shields
- Adam Skórnicki
- Tai Woffinden

## Skład na sezon 2013
- Nicki Pedersen
- Tomasz Gapiński
- Adrian Miedziński
- Grzegorz Zengota
- Adam Shields
- Peter Kildemand
- Anders Mellgren
- Andreas Bergstroem
- Jonas Adolfsson
- Oskar Wassberger
- Kim Nilsson (gość)
- Pontus Aspgren (gość)

## Skład na sezon 2014
- Pontus Aspgren (gość)
- Daniel Davidsson (gość)
- Tomasz Gapiński
- Peter Kildemand
- Ricky Kling
- Artiom Łaguta
- Anders Mellgren
- Adrian Miedziński
- Martin Vaculik